# Bahnstrecke Malchin–Dargun
| Bahnhof Neukalen im Jahr 1907 |                                    |                                             |                                             |
| Streckennummer: | 6783                               |                                             |                                             |
| Kursbuchstrecke (DB): | 177 (1996)                         |                                             |                                             |
| Kursbuchstrecke: | 105h (1934) 119m (1946) 931 (1968) |                                             |                                             |
| Streckenlänge: | 24,7 km                            |                                             |                                             |
| Spurweite: | 1435 mm (Normalspur)               |                                             |                                             |
| Maximale Neigung: | 12,5 ‰                             |                                             |                                             |
| Streckengeschwindigkeit: | 50 km/h                            |                                             |                                             |
| |                                    |                                             |                                             |
| \| \| 24,7 \| Dargun Draisinenstation \| Dargun Draisinenstation \| \| \| 17,9 \| Schorrentin Draisinenstation \| Schorrentin Draisinenstation \| \| \| 14,7 \| Lelkendorf Draisinenstation \| Lelkendorf Draisinenstation \| \| \| \| Peene \| \| \| \| 11,5 \| Neukalen Draisinenstation \| Neukalen Draisinenstation \| \| \| \| \| \| \| \| 6,9 \| Salem Draisinenstation; früher Gorschendorf \| Salem Draisinenstation; früher Gorschendorf \| \| \| \| \| \| \| \| 2,5 \| Pisede \| Pisede \| \| \| \| von Güstrow \| \| \| \| 0,0 \| Malchin \| Malchin \| \| \| \| nach Neubrandenburg \| \| \| \| \| nach Waren (Müritz) \| \| |                                    |                                             |                                             |
| Kopfbahnhof Streckenanfang (Strecke außer Betrieb) | 24,7                               | Dargun Draisinenstation                     | Dargun Draisinenstation                     |
| Haltepunkt / Haltestelle (Strecke außer Betrieb) | 17,9                               | Schorrentin Draisinenstation                | Schorrentin Draisinenstation                |
| Haltepunkt / Haltestelle (Strecke außer Betrieb) | 14,7                               | Lelkendorf Draisinenstation                 | Lelkendorf Draisinenstation                 |
| Brücke über Wasserlauf (Strecke außer Betrieb) |                                    | Peene                                       | Peene                                       |
| Bahnhof (Strecke außer Betrieb) | 11,5                               | Neukalen Draisinenstation                   | Neukalen Draisinenstation                   |
| |                                    |                                             |                                             |
| Haltepunkt / Haltestelle (Strecke außer Betrieb) | 6,9                                | Salem Draisinenstation; früher Gorschendorf | Salem Draisinenstation; früher Gorschendorf |
| |                                    |                                             |                                             |
| Haltepunkt / Haltestelle (Strecke außer Betrieb) | 2,5                                | Pisede                                      | Pisede                                      |
| Abzweig ehemals geradeaus und von rechts |                                    | von Güstrow                                 | von Güstrow                                 |
| Bahnhof | 0,0                                | Malchin                                     | Malchin                                     |
| Abzweig ehemals geradeaus und nach links |                                    | nach Neubrandenburg                         | nach Neubrandenburg                         |
| Strecke (außer Betrieb) |                                    | nach Waren (Müritz)                         | nach Waren (Müritz)                         |

Die Bahnstrecke Malchin–Dargun ist eine stillgelegte eingleisige Nebenbahn im Landkreis Mecklenburgische Seenplatte des Landes Mecklenburg-Vorpommern. Die rund 25 Kilometer lange Verbindung wurde zwischen 1907 und 1996 im Personen- und Güterverkehr bedient und 1997 stillgelegt. Ab 2002 wurde eine Draisinenstrecke eingerichtet.

## Streckenverlauf

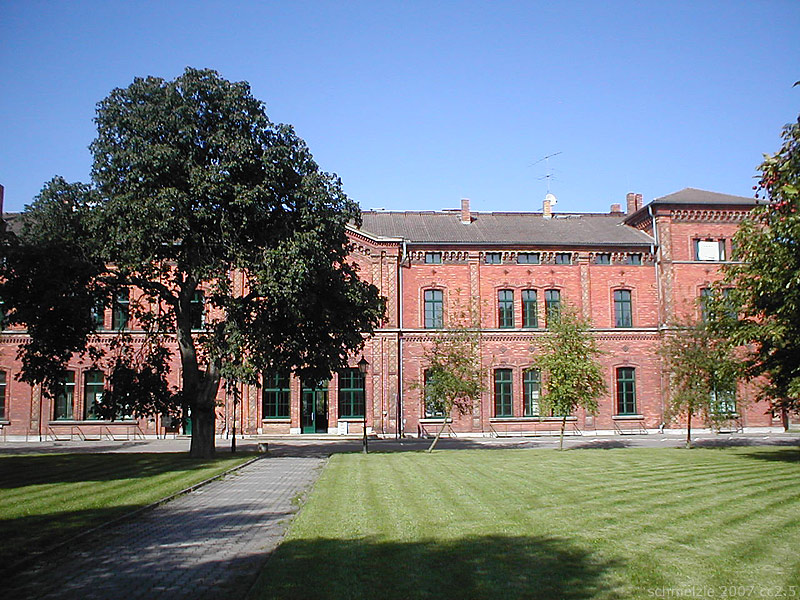
Bahnhof Malchin

Die Bahn fädelt westlich von Malchin aus der Hauptbahn Bützow–Stettin aus und verläuft in einem langen Bogen in Richtung Nordosten. Bei Pisede passiert die Strecke die Landesstraße 20; hier befand sich auch der erste Unterwegshalt. Der Bahnübergang mit der L 20 wurde nach der Stilllegung der Strecke mit dem Neubau der Straße entfernt. Die Strecke passiert anschließend den Malchiner Ortsteil Jettchenshof, bevor zwischen Gorschendorf und Salem der nächste Bahnhof erreicht wird. Die Station hieß ursprünglich Gorschendorf und wurde nach Aufnahme des Draisinenbetriebs in Salem umbenannt. Sie ist Ausgangspunkt für die Fahrten mit Fahrraddraisinen.
Hinter Salem führt die Bahn in einem fast 90 Grad messenden Bogen in Richtung Nordwest, passiert ein weiteres Mal die L 20 – mit vorhandenem Bahnübergang – und erreicht westlich der Stadt Neukalen den nächsten Bahnhof. Etwa 700 Meter weiter passiert die Bahn die Peene. Hinter Neukalen geht es zunächst stärker nach Westen, hinter der darauf folgenden Station Lelkendorf bis zum Neukalener Ortsteil Schörrentin wieder nordwärts. Das nächste fast fünf Kilometer lange Stück führt dann fast geradlinig nach Dargun, passiert zwischen dem Klostersee und dem Schloss ein weiteres Mal die L 20 und endet wenige hundert Meter weiter am östlichen Stadtrand.

## Geschichte
Bereits 1883 kamen erste Pläne auf, eine Sekundärbahn von Malchin in Richtung Neukalen und von dort aus weiter bis nach Gnoien zu errichten. Nachdem das Unternehmen Lenz & Co. für den Bau und die Betriebsführung gewonnen werden konnte, erfolgte am 30. Mai 1883 die Gründung der Aktiengesellschaft Malchin–Neukalen–Gnoien. Zu einem Baubeginn kam es jedoch nicht, da sich zum einen die Stadt Malchin nicht für eine Mitfinanzierung der Bahn entschied und zum anderen die Mecklenburgische Friedrich-Franz-Eisenbahn (M.F.F.E.) eine Gebühr von 150.000 Mark für die Einbindung der Strecke in den Bahnhof Malchin verlangte. Das zu diesem Zeitpunkt ebenfalls veröffentlichte Gesetz, das die Verwendung von schweren Schienenprofilen für Militärtransporte bei Sekundärbahnen vorschrieb, ließ zudem die Baukosten weiter anwachsen, so dass das Projekt zu scheitern drohte.
Die daraufhin von der benachbarten Stadt Teterow vorgeschlagene Bahnstrecke Teterow–Gnoien konnte sich durch diese Umstände Hoffnungen auf eine Umsetzung machen; die M.F.F.E. verlangte bei dieser Strecke lediglich eine Gebühr von 50.000 Mark; zudem gelang es den Teterowern, den Gnoiener Bürgermeister von ihrem Projekt zu überzeugen. Nachdem sich der Schweriner Landtag am 15. Dezember 1883 zugunsten der Teterower Variante entschied, wurden die Pläne der Neukalener Strecke abgeändert und das Ende der Bahn nach Dargun verlegt. Die ersten Vermessungsarbeiten begannen noch 1884; es fehlte allerdings das Geld für die nötige Umsetzung.
Am 15. Mai 1903 bewilligte schließlich die mecklenburgische Regierung den Bau der Strecke. Nachdem der zunächst favorisierte Eröffnungstermin am 1. Oktober 1907 nicht eingehalten werden konnte, erfolgte die Inbetriebnahme der Strecke am 1. Dezember 1907. Die Betriebsführung oblag der M.F.F.E., die mit Abschaffung der Monarchie in Mecklenburgische Landeseisenbahnen umbenannt wurde. Nach der „Verreichlichung“ der Länderbahnen 1920 ging diese in der Deutschen Reichsbahn auf. Die Personenzüge wurden nun als Kursbuchstrecke 119m meist über die Bahnstrecke Waren–Malchin bis Waren (Müritz) durchgebunden. Der Güterverkehr wurde vor allem durch lokale Erzeugnisse sowie Holztransporte geprägt. Dies führte zu einer durchschnittlichen Auslastung der Strecke; der Bahnhof Neukalen zählte 1929 etwa durchschnittlich 68 Züge pro Woche, also rund zehn Züge pro Tag. Das Reichskursbuch von 1944 verzeichnete vier Zugpaare zwischen Dargun, Malchin und Waren täglich.
Wie auch andere Strecken in Mecklenburg sollte die Verbindung Malchin–Dargun nach dem Ende des Zweiten Weltkrieges 1945 auf Befehl der SMAD zu Reparationszwecken abgebaut werden. Massive Einsprüche aus Dargun und Neukalen konnten die Umsetzung jedoch verhindern. Im Bahnhof Dargun waren zum Zeitpunkt der Rücknahme bereits die Gleise 3 und 5 demontiert und verladen worden.
1951 verzeichnete die Strecke wieder vier Personenzugpaare. Ebenso verzeichnete der Güterverkehr eine Zunahme an Einnahmen. Vor allem Getreide- und Viehtransporte prägten nun das Bild. 1955 ließ die Deutsche Reichsbahn mehrere Nebenbahnen auf ihre Rentabilität hin untersuchen. Die Verbindung Malchin–Dargun fiel ebenfalls darunter; es wurde jedoch nur langfristig eine Stilllegung erwogen, da der lokale Güterverkehr deren schnelle Umsetzung verhinderte. Da der Stückgutverkehr ab den 1960er Jahren auf die Straße verlagert wurde, nahm der Verkehr seit dieser Zeit ab. Die Reichsbahn reagierte entsprechend und entfernte daraufhin nicht mehr benötigte Anlagen. Eine Sanierung der Bahn unterblieb ebenfalls. Nachdem 1976 ein Personenzug im Bahnhof Neukalen auf Grund des schlechten Oberbaus entgleiste, bemühte sich die Reichsbahn ein weiteres Mal um eine Stilllegung der Bahn. Die Güterverkehrskunden entlang der Strecke legten dagegen jedoch Beschwerde ein, so dass der Bezirk Neubrandenburg dieses Vorhaben letztendlich unterbinden konnte. Die Reichsbahn begann daher in den 1980er Jahren mit der schrittweisen Sanierung der Strecke.
Einen weiteren Abstieg erlebte die Strecke nach der Deutschen Wiedervereinigung. Durch die drastische Zunahme von Kraftfahrzeugen in den neuen Bundesländern ging das Fahrgastaufkommen stark zurück. Die Deutsche Bahn als Rechtsnachfolger der Reichsbahn stellte daher zum 31. Mai 1996 den Betrieb ein. Am 18. August 1997 wurde die 25 Kilometer lange Bahn stillgelegt. Die Gleise im Abschnitt Malchin–Salem wurden danach abgebaut.

### Draisinenstrecke
Am 27. Juli 2002 wurde auf dem Abschnitt Salem–Dargun eine Draisinenstrecke in Betrieb genommen. Ein durchgehender Betrieb bis nach Malchin konnte auf Grund des Neubaus der L 20 und der damit verbundenen Aufgabe eines Bahnübergangs nahe Pisede nicht realisiert werden. Die Strecke wird seitdem unter dem Namen Naturpark-Draisine vermarktet. Ein Teil der ehemaligen Bahnhofsgebäude wurde ebenfalls einer neuen Nutzung übergeben. So befindet sich im Bahnhofsgebäude von Dargun ein Wohnhaus mit Gaststätte; das Neukalener Bahnhofsgebäude wird dagegen von einem Eisenbahnmuseum genutzt.